# Kungurska Jaskinia Lodowa
Kungurska Jaskinia Lodowa (ros. Кунгурская ледяная пещера, Kungurskaja ledianaja pieszczera) – jaskinia w Rosji, jedna z najbardziej popularnych atrakcji turystycznych Syberii i Uralu, będąca pomnikiem przyrody o znaczeniu ogólnorosyjskim. Jaskinia jest położona w Kraju Permskim, na prawym brzegu rzeki Syłwy, na obrzeżach miasta Kungur we wsi Filippowka, 100 km od Permu.
Jest unikatowym pomnikiem geologicznym, jedną z największych jaskiń krasowych w europejskiej części Rosji i siódmą w świecie jaskinią gipsową pod względem długości. Długość jej wynosi około 5700 m, a z nich 1500 m przygotowano i udostępniono dla ruchu turystycznego. Średnia temperatura powietrza we wnętrzu jaskini wynosi +5 °C, a wilgotność względna 100%. W jaskini znajduje się 58 komór, 70 jeziorek, 146 tzw. piszczałek organowych (najwyższa w komorze „Efirnyj” - 22 m), wysokich kominów, dochodzących prawie do powierzchni.

## Historia
Kungurska Jaskinia Lodowa była znana od dawna. W 1703 r. na mocy ukazu Piotra I został wysłany z Tobolska do Kunguru znany geograf Siemion Riemiezow z synem w celu wykonania planów ujezdu kungurskiego. Sporządzili mapę ujezdu i odbyli podróż do Wielkiego Jeziora Podziemnego. Riemiezowowie wykonali też plan jaskini. Później jaskinię odwiedził dwukrotnie w latach 1720 i 1736 Wasilij Tatiszczew, który w swojej pracy „Skazanije o zwierie mamontie” wyjaśnił, że pod pojęciem gigantycznego słonia, który podobno wyrył jaskinie, miejscowi mieszkańcy mieli na myśli wymarłego mamuta. W pracy tej najpierw prawidłowo wyjaśnił pochodzenie podziemnych komór jaskini i opisał eksperymenty, przeprowadzone dla potwierdzenia swojej teorii. Tatiszczew w 1736 r. sporządził, zaginiony obecnie, szczegółowy plan jaskini. W 1770 r. trasę do podziemnego jeziora opisał Iwan Lepiochin. Później o jaskini pisali znani naukowcy Johann Gmelin i Modest Kittary. W 1859 r. jaskinię zwiedzili malarze J. Ikonnikow i Gołowin, którzy wykonali jej szkice. W czasach radzieckich o jaskini pisał urodzony w Warszawie profesor Gieorgij Maksimowicz. W latach 1934–35 dokładny plan jaskini został sporządzony przez ekspedycję N. Pierieslegina. W tym samym czasie inna ekspedycja eksplorowała dalszą część podziemnego labiryntu.
W 1948 r. przy jaskini utworzono stałą placówkę naukową, a od 1952 r. badania prowadzone były przez członków Akademii Nauk ZSRR. W latach 60. XX w. w jednej z odleglejszych komór jaskini, usytuowanej 70 m poniżej powierzchni, zainstalowano stację pomiarową, rejestrującą ruchy skorupy ziemskiej, w tym również te, wynikające ze zmiennego przyciągania Księżyca i Słońca.

## Turystyka
Już w połowie XIX wieku mieszkańcy wsi Bannaja (obecnie Filippowka) oprowadzali po jaskini pierwszych turystów. 
Wycieczki po jaskini odbywają się od 1914 r., kiedy A. Chlebnikow wynajął ją od miejscowej wspólnoty wiejskiej. Ze względu na dużą liczbę turystów, w 1969 r. utworzono Kungurskie Biuro Podróży. Maksymalną liczbę zwiedzających zanotowano w 1980 r. Wtedy w ciągu roku zwiedziło ją 202 481 osób. W 1990 r. jaskinię odwiedziło 51 400 osób. Średnia frekwencja w latach 1924-2000 wyniosła 80 tys. osób na rok. Obok jaskini wybudowano kompleks turystyczny „Stałagmit”, w którego skład wchodzi hotel, restauracja i parking.
31 grudnia 1974 r. grupa studentów speleologów była zmuszona do świętowania Nowego Roku w jednej z komór jaskini z powodu nagłego obwału skał, które odcięły wyjście na zewnątrz.

## Komory
Jaskinia ma 58 komór. Turyści mogą wybrać małą lub dużą pętlę. W większości komór temperatura wynosi około zera, a ich ekosystem jest dość sterylny – ilość bakterii w powietrzu wynosi 300 szt./m³. W niektórych komorach, również latem, panuje temperatura ujemna, np. w komorze „Wyszka” i w komorze „Brilliantowyj”. W komorze „Mietieornyj” oświetlenie sprawia wrażenie przelatującego meteoru. Największa jest komora „Gieografow” – 50 tys. m³, a na trasie turystycznej – komora „Wielikan” – 45 tys. m³.

## Jeziorka
W jaskini znajdują się jeziorka, których wody łączą się z wodami rzeki Syłwy. W całej jaskini występuje 70 jeziorek, a największe z nich, Wielkie Jezioro Podziemne, ma objętość 1300 m³, powierzchnię 1460 m², a głębokość do 5 m. W jeziorkach spotyka się ślepego raczka Crangonyx chlebnikovi i małe żabki.

## Galeria

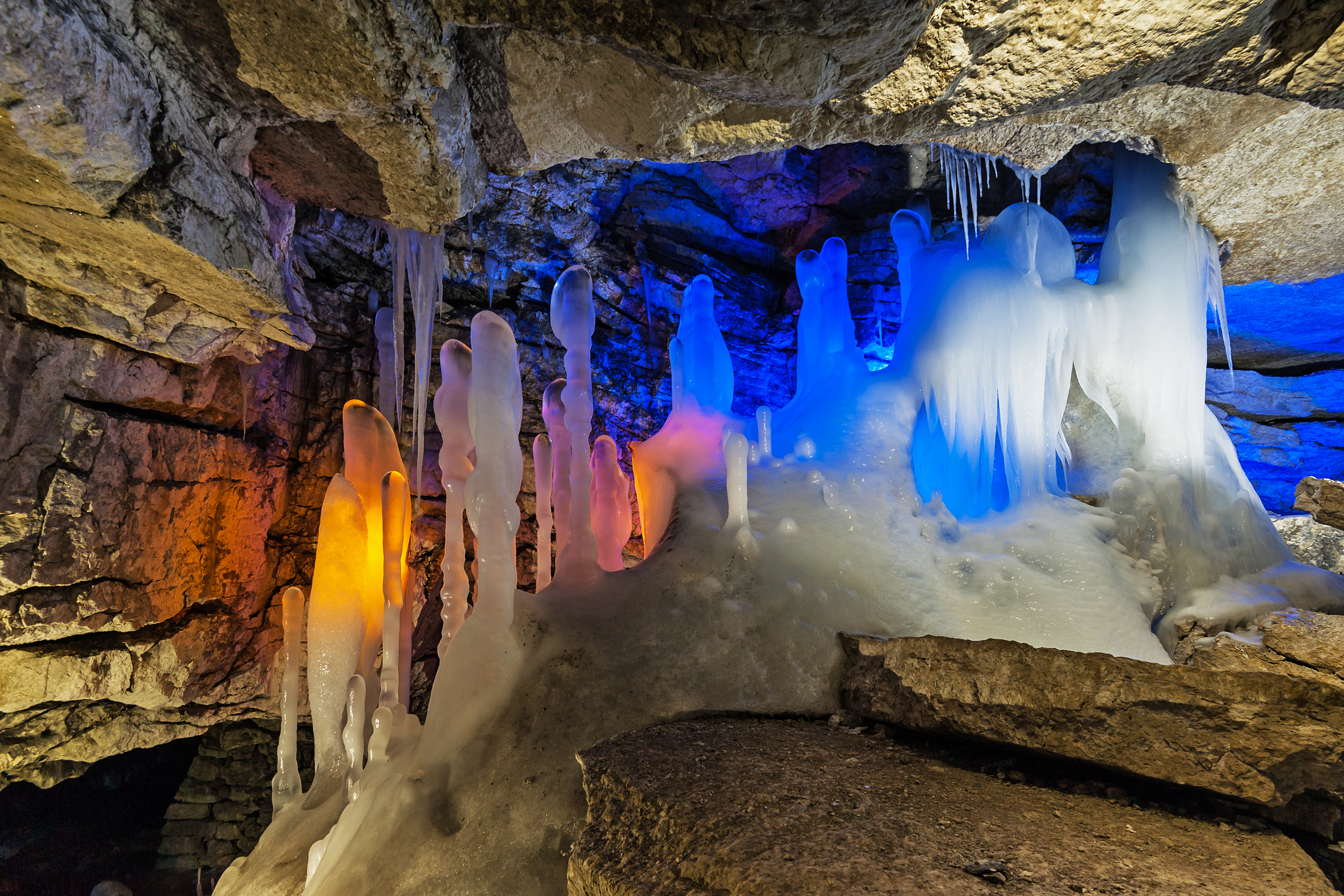
Lód w jaskini
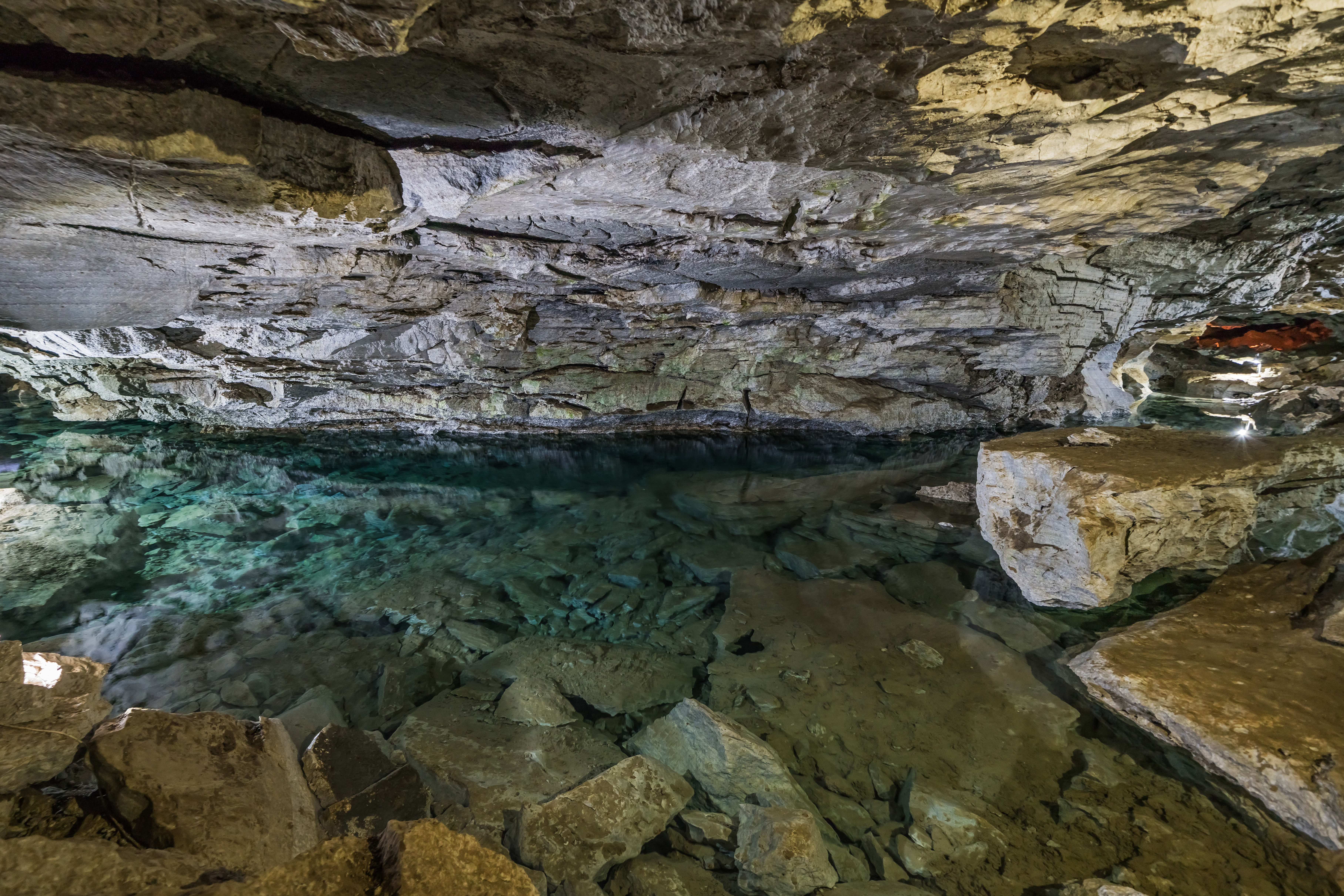
Podziemne jeziorko
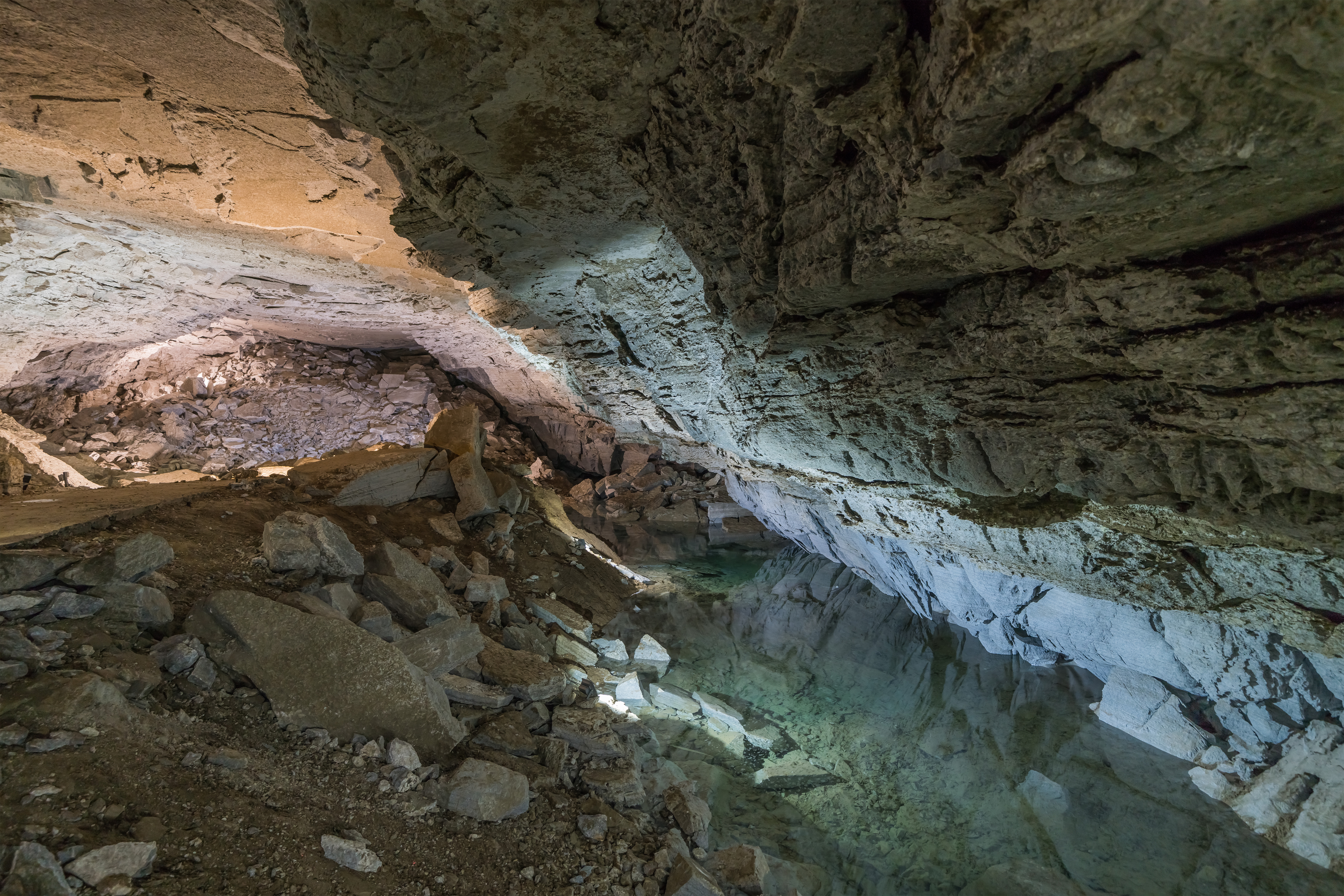
Jedna z komór
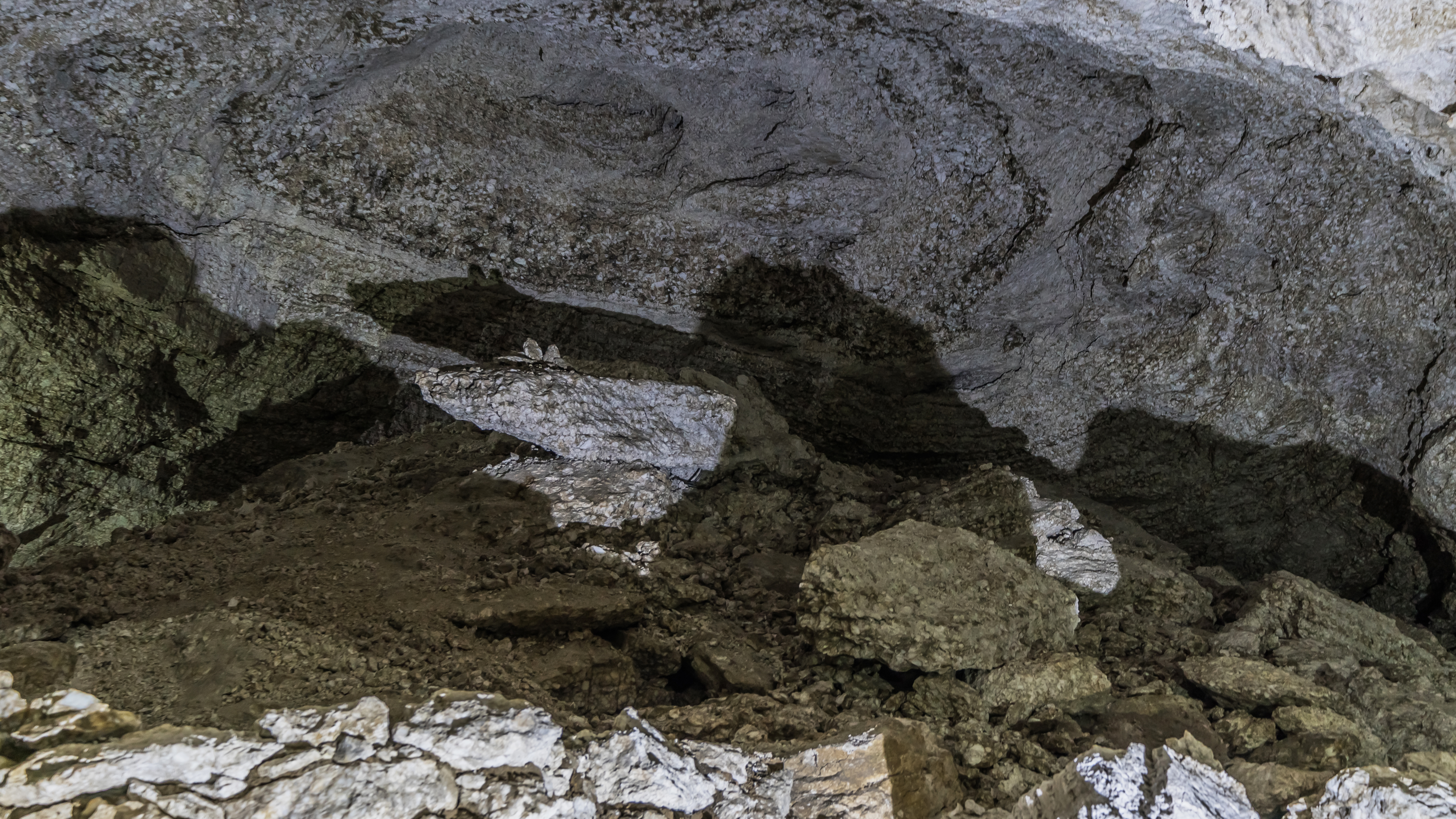
Naturalna rzeźba „Mysz”
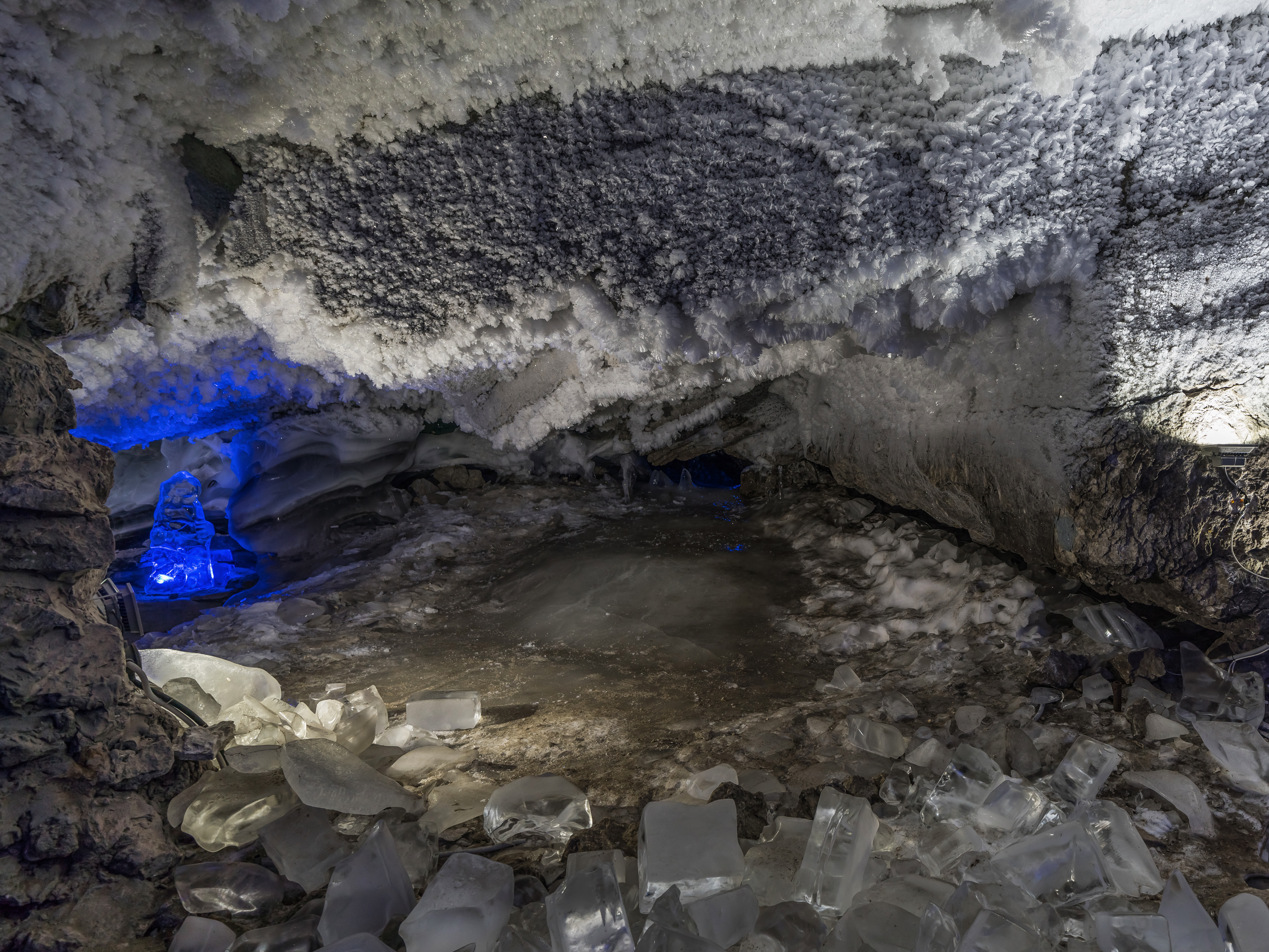
Lód w jaskini
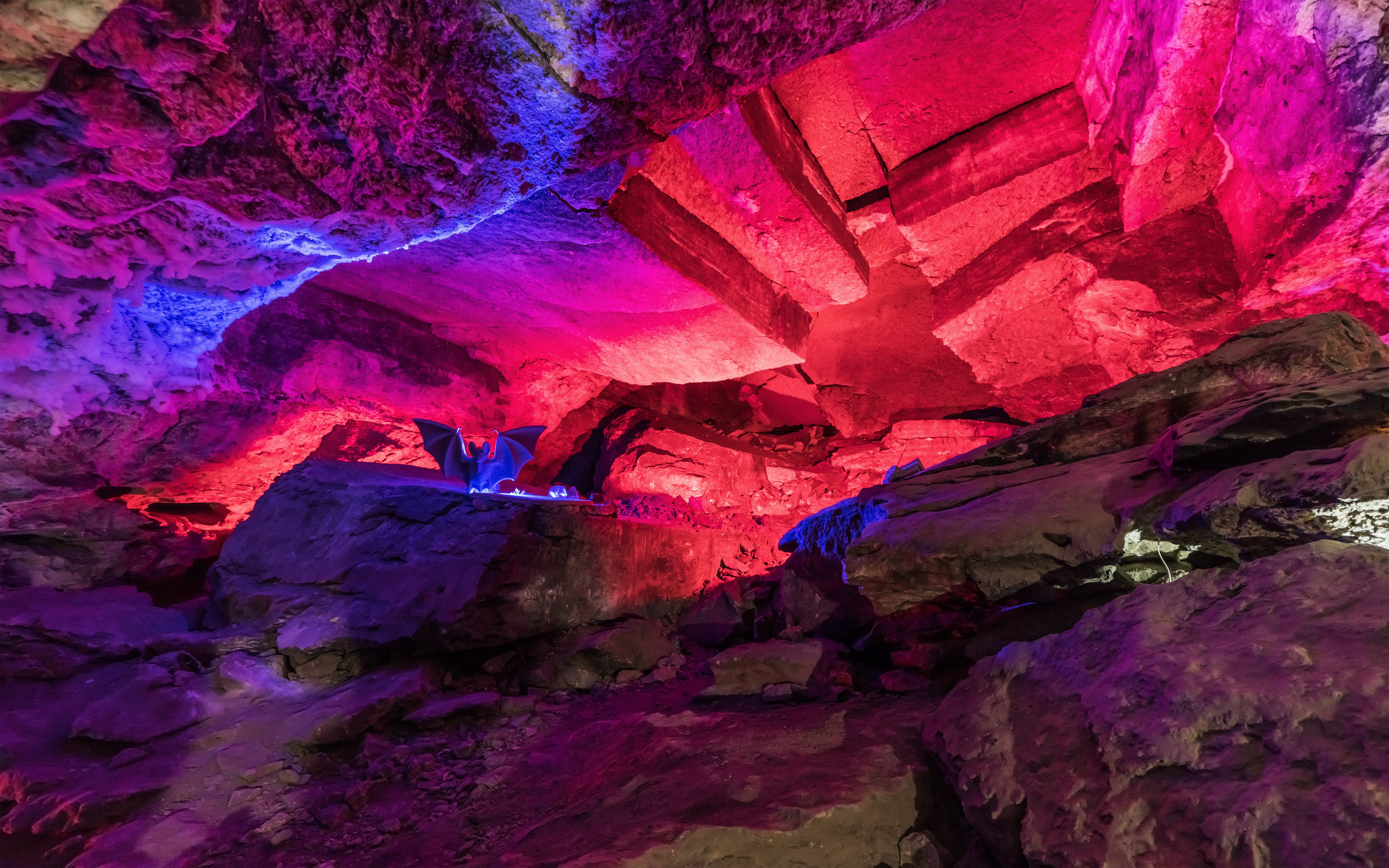
Naturalne bloki skalne na stropie jaskini